# Xian de Dongzhi

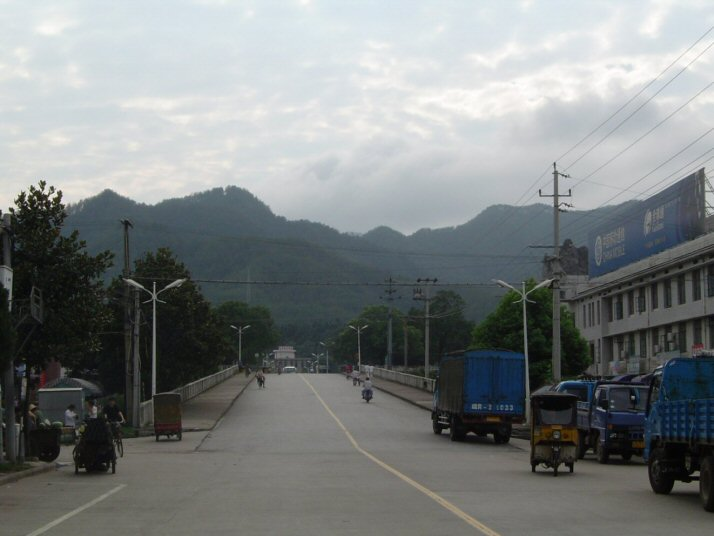
Une rue de Yaodu, dans le district de Dongzhi

Le xian de Dongzhi (东至县 ; pinyin : Dōngzhì Xiàn) est un district administratif de la province de l'Anhui en Chine. Il est placé sous la juridiction de la ville-préfecture de Chizhou.

## Démographie
La population du district était de 530 417 habitants en 1999.